# Therese Both
Amalie Pauline Therese Hulda Both (* 30. April 1852 in Berlin; † 28. Juni 1940 in Weimar) war eine deutsche Theaterschauspielerin.

## Leben
Both, Tochter eines  Kleidermachermeisters, nahm dramatischen Unterricht bei Heinrich Grans und betrat ihre Bühnenlaufbahn 1868 in Erfurt, kam von dort ans Hoftheater nach Detmold, sodann ans Hoftheater nach Darmstadt, 1873 nach Berlin, 1874 ans Hoftheater in Dresden. Danach erschien die Künstlerin, die ihren bleibenden Wohnsitz in Weimar aufgeschlagen hatte, nur noch als Gast an großen Bühnen.
Ihr Lebensweg nach 1902 ist unbekannt.